# Víctor Bernárdez
Víctor Bernárdez (né le 24 mai 1982) est un footballeur international hondurien.

## Biographie
En janvier 2009, le défenseur central est arrivé au RSC Anderlecht en provenance directe de Motagua en prêt. Il termine alors la saison à Bruxelles et signe ensuite un contrat jusqu'en 2012. De janvier à juin 2011, il est prêté au SK Lierse. Il participera au sauvetage en première division de ce club.
Le Hondurien fait ses grands débuts avec le Sporting le 16 janvier 2009 à l'occasion d'un match à domicile face au Cercle Bruges (1-2). Son premier but pour le compte des Mauve et Blanc tomba un petit mois plus tard, le 7 février 2009, toujours à domicile contre le RAEC Mons (3-2). En tout, Victor a joué 29 rencontres avec le RSCA et il y a marqué deux buts.
Le 8 juillet 2011, il est transféré définitivement au club de Indios de Ciudad Juárez en deuxième division mexicaine.

## Carrière en club

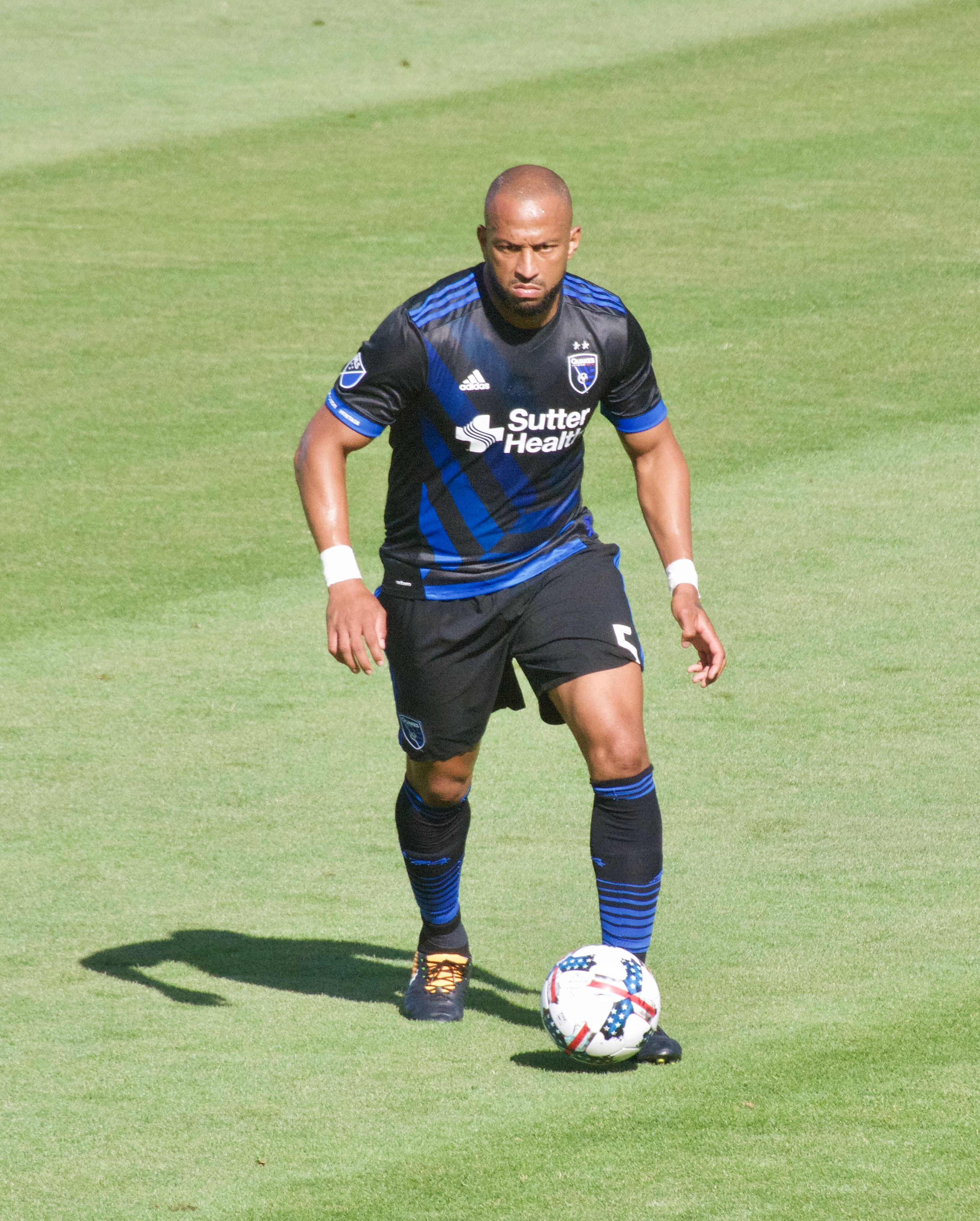

### CDS Vida (2003)
Víctor Bernárdez a commencé sa carrière à La Ceiba avec son club local Vida. Son jeu avec Vida ainsi que ses liens familiaux lui ont valu un transfert au prestigieux club hondurien Motagua.

### Motagua (2004–2008)
Bernárdez crédite son oncle d'avoir facilité son transfert de Vida à Motagua. Son oncle connaissait des membres de l'organisation et a recommandé qu'ils signent Bernárdez. Bernárdez a marqué plusieurs buts importants pendant son séjour à Motagua, dont un doublé contre Olimpia pour remporter la finale de l'Apertura avec un score de 4-2 en agrégat. Il a également marqué un coup franc de 40 yards dans El Clasico de las Emes, scellant une victoire 4-1 pour Motagua le 2 juillet 2007. Il a été lié à Anderlecht ainsi qu'à de nombreuses équipes de la Major League Soccer pendant le marché hivernal. Cependant, en janvier 2009, il est devenu officiel qu'il avait été prêté à Anderlecht pendant six mois.

### Anderlecht (2009–2011)
Il a marqué son premier but pour l'équipe le 7 février 2009 contre Mons lors de sa deuxième apparition avec l'équipe. En janvier 2011, Bernárdez a été prêté au Lierse S.K. pour cinq mois. Plus tard dans l'année, il a de nouveau été prêté, cette fois au club mexicain Indios de Ciudad Juárez. Bernárdez a été un joueur important pour Indios, apparaissant dans 11 matchs et marquant 3 buts.

### San Jose Earthquakes (2012–2017)
Le 28 décembre 2011, les San Jose Earthquakes de la Major League Soccer ont annoncé qu'ils avaient signé Bernárdez. Bernárdez a fait ses débuts pour San Jose le 3 avril, lors de leur premier match de la saison 2012, dans une victoire 1-0 contre les New England Revolution. Son premier but pour le club est venu lors d'un match du California Clásico, où Bernárdez a marqué sur un corner de son compatriote Marvin Chavez. Il a ensuite enchaîné 24 titularisations pour les Earthquakes, devenant rapidement un titulaire régulier de l'équipe. Bernárdez a été reconnu pour son jeu individuel au sein de l'équipe, étant nommé finaliste pour le Défenseur de l'année et le Nouveau venu de l'année, ainsi que faisant partie de la MLS Best XI de 2012,. Son jeu a contribué à la victoire des Earthquakes pour le Supporters Shield, leur premier trophée en sept ans. Bernárdez s'est révélé être un membre clé des Earthquakes en séries éliminatoires, marquant lors du premier match des demi-finales de la Conférence Ouest face au LA Galaxy. Lors du match suivant, Bernárdez a quitté le terrain à la 12e minute en raison d'une blessure, et les Earthquakes ont ensuite encaissé trois buts, perdant à la fois le match et la série éliminatoire.
La victoire des Earthquakes au Supporters Shield en 2012 a qualifié l'équipe pour la Ligue des champions de la CONCACAF 2013-2014. Bernárdez a fait ses débuts dans la compétition le 28 août 2013, lors d'une défaite 1-0 à l'extérieur contre les Heredia Jaguares de Peten. Le 14 octobre 2014, les Earthquakes ont reçu le club local de Bernárdez, CDS Vida. Il n'a pas pu jouer dans le match en raison de sa convocation en équipe nationale.
Bernárdez a fait sa 100e apparition pour les San Jose Earthquakes le 28 août 2015, lors d'une victoire 1-0 contre le LA Galaxy.
Il a déclaré en août 2017 qu'il espérait jouer une dernière saison avec San Jose en 2018 avant de prendre sa retraite en tant qu'Earthquake. Son option de contrat pour la saison 2017 n'a pas été levée par San Jose le 27 novembre 2017, et il a confirmé le même jour sur Instagram que ses jours en tant qu'Earthquake étaient terminés. Bernardez a joué 178 matchs au cours de sa carrière en MLS.

### Oakland Roots SC (2019)
Le 14 juin 2019, Bernárdez a rejoint les Oakland Roots SC avant leur saison inaugurale en NISA. En plus de jouer, Bernárdez agirait également en tant qu'entraîneur adjoint et capitaine, apparaissant dans 2 matchs.

## Palmarès

### Collectif
- Champion de Belgique en 2010 avec le RSC Anderlecht.
- Supercoupe de Belgique avec le RSC Anderlecht en 2010.
- Supporters' Shield : 2012 avec les Earthquakes de San José

### Individuel
- MLS Best XI : 2012